# Nantyglo and Blaina
Nantyglo and Blaina är en community i Storbritannien.   Den ligger i kommunen Blaenau Gwent och riksdelen Wales, i den södra delen av landet, 210 km väster om huvudstaden London.
Den består av orterna Nantyglo och Blaina.